# Joseph Clarke
Joseph „Joe“ Clarke, MBE (* 3. November 1992 in Stoke-on-Trent) ist ein britischer Kanute.

## Karriere
Joseph Clarke begann im Alter von elf Jahren mit dem Kanusport. Seine ersten internationalen Medaillen im Einer-Kajak im Kanuslalom sicherte er sich 2014 bei den Weltmeisterschaften auf dem Deep Creek Lake in Maryland und bei den
Europameisterschaften in Wien. Während er mit der Mannschaft bei der Weltmeisterschaft Dritter wurde, gelang ihm mit dieser bei den Europameisterschaften der Gewinn der Silbermedaille. Diesen Erfolg wiederholte er im Jahr darauf in den Mannschaftskonkurrenzen der Weltmeisterschaften in London und der Europameisterschaften in Markkleeberg.
Bei den Olympischen Spielen 2016 in Rio de Janeiro schloss er die Vorrunde auf dem zweiten Platz ab und zog ins Halbfinale ein, das er auf dem dritten Platz beendete. Im Endlauf erzielte er mit 88,53 Punkten das beste Resultat und wurde vor dem Slowenen Peter Kauzer und Jiří Prskavec aus Tschechien Olympiasieger. Zwei Jahre darauf gelang Clark bei den Weltmeisterschaften am selben Ort mit der Mannschaft der Titelgewinn. 2021 wurde Clarke in Bratislava in der Disziplin Extreme Weltmeister und wiederholte diesen Erfolg auch 2023 in London. Dort wurde er außerdem auch erstmals im Einer-Kajak Weltmeister. Bei den Olympischen Spielen 2024 in Paris ging Clarke ebenfalls in zwei Disziplinen an den Start. Im Slalom im Einer-Kajak belegte er den fünften Platz. Im Wettkampf im Kajak-Cross musste er sich nach erfolgreichem Finaleinzug dort nur dem Neuseeländer Finn Butcher geschlagen geben und gewann somit Silber vor dem Deutschen Noah Hegge sowie Lukáš Rohan aus Tschechien.
Für seinen Olympiasieg wurde Clarke zum Member des Order of the British Empire ernannt.